# Георги Калоянов (Малко Търново)
Вижте пояснителната страница за други личности с името Георги Калоянов.
Георги Калоянов е български революционер, одрински войвода на Вътрешната македонска революционна организация.

## Биография
Калоянов е роден през 1877 година в Малко Търново, Османската империя, днес в България. Завършва VI клас на Одринската гимназия „Д-р Петър Берон“ и работи като учител в селата Докузюк, Лозенградско и Урумбеглия, Бунархисарско.
През април 1902 година присъства на Пловдивския конгрес на Одрински окръг като представител на окръжния комитет. През пролетта на 1903 година става войвода на смъртната дружина от Урумбеглия, където е учител. Член е на околийския революционен комитет в Бунархисар.
Делегат е на конгреса на Петрова нива, на който е определен за подвойвода на Пеню Шиваров. По време на Илинденско-Преображенското въстание е войвода на чета и действува в Бунархисарско.
След потушаването на въстанието емигрира в България, откъдето се завръща след амнистията през 1904 г., но Хуриета от 1908 г. го заварва в Одринския затвор, където излежава присъда за революционна дейност, получена през 1907 г. Тогава отново е амнистиран и отново подхваща борбата до окончателното напускане на Източна Тракия през 1913 г.